# Сврдло
Сврдло је столарски ручни алат (бургија са дршком) којим се буши рупа у мекшем материјалу (обично у дрвету). Некада се колоквијално назива и "циганска бургија".
Бушење се врши тако што се врх сврдла прислони на место где треба избушити рупу. Затим се снажним притиском и обртањем ручице сврдла буши рупа у дрвету или сличном меком материјалу.
Некада је то била једина алатка те намене у столарству, данас је истиснута електричном бушилицом. 